# Silver Creek (Minnesota)
Silver Creek es un lugar designado por el censo ubicado en el condado de Wright en el estado estadounidense de Minnesota. En el Censo de 2010 tenía una población de 256 habitantes y una densidad poblacional de 59,47 personas por km².

## Geografía
Silver Creek se encuentra ubicado en las coordenadas 45°18′31″N 93°59′18″O / 45.30861, -93.98833. Según la Oficina del Censo de los Estados Unidos, Silver Creek tiene una superficie total de 4.3 km², de la cual 3.86 km² corresponden a tierra firme y (10.29%) 0.44 km² es agua.

## Demografía
Según el censo de 2010, había 256 personas residiendo en Silver Creek. La densidad de población era de 59,47 hab./km². De los 256 habitantes, Silver Creek estaba compuesto por el 99.61% blancos, el 0% eran afroamericanos, el 0.39% eran amerindios, el 0% eran asiáticos, el 0% eran isleños del Pacífico, el 0% eran de otras razas y el 0% pertenecían a dos o más razas. Del total de la población el 0.78% eran hispanos o latinos de cualquier raza.